# Adenosina difosfato

ADP.

Adenosina difosfato ou difosfato de adenosina (abreviado na literatura em inglês ADP, adenosine diphosphate), também conhecido como adenosina pirofosfato ou pirofosfato de adenosina (APP, de adenosine pyrophosphate) é um importante composto orgânico importante no metabolismo celular e é essencial no fluxo de energia das células vivas. ADP é um nucleotídeo, isto é, um composto químico formado por um nucleósido e dois radicais fosfato. Neste caso, compõem o nucleótideo uma base purínica, a adenina, e um açúcar do tipo pentose, que é a ribose. Em termos de estrutura molecular, ADP consiste de três importantes componentes estruturais: uma espinha dorsal de açúcar anexado a adenina e dois grupos fosfato ligado ao átomo de carbono 5 de ribose. O grupo difosfato de ADP é ligado ao carbono 5’ da espinha dorsal de açúcar, enquanto a adenina é ligada ao carbono 1’.
É a parte sem fosforilação da ATP. O ADP é produzido quando há alguma descarboxilação em alguns compostos da glicólise no ciclo de Krebs.
ADP pode ser interconvertido a trifosfato de adenosina (ATP) e monofosfato de adenosina (AMP). ATP contém mais um grupo fosfato do que ADP. AMP contém um grupo fosfato a menos. A transferência de energia usada por todos os seres vivos é resultado de defosforilação de ATP por enzimas conhecidas como ATPases. A clivagem de um grupo fosfato de ATP resulta no acoplamento de energia para reações metabólicas e um subproduto de ADP. ATP é continuamente reformado a partir de espécies de baixa energia ADP e AMP. A biossíntese de ATP é alcançada através de processos tais como fosforilação ao nivel de substrato, fosforilação oxidativa e fotofosforilação, todos os quais facilitam a adição de um grupo fosfato a ADP.

## Bioenergética
A ciclagem de ADP fornece a energia necessária para realizar trabalho em um sistema biológico, o processo termodinâmico de transferência de energia de uma fonte para outra. Existem dois tipos de energia: energia potencial e energia cinética. A energia potencial pode ser pensada como energia armazenada ou energia utilizável que está disponível para realizar trabalho. A energia cinética é a energia de um objeto como resultado de seu movimento. O significado do ATP está em sua capacidade de armazenar energia potencial dentro das ligações fosfato. A energia armazenada entre essas ligações pode então ser transferida para realizar trabalho. Por exemplo, a transferência de energia do ATP para a proteína miosina causa uma mudança conformacional ao conectar-se à actina durante a contração muscular.

O ciclo de síntese e degradação de ATP; 1 e 2 representam a saída e a entrada de energia, respectivamente.

São necessárias múltiplas reações entre a miosina e a actina para produzir efetivamente uma contração muscular e, portanto, é necessária a disponibilidade de grandes quantidades de ATP para produzir cada contração muscular. Por esta razão, os processos biológicos evoluíram para produzir formas eficientes de repor a energia potencial do ATP a partir do ADP.
A quebra de uma das ligações de fósforo do ATP gera aproximadamente 30,5 kilojoules por mole de ATP (7,3 kcal). ADP pode ser convertido, ou alimentado de volta a ATP através do processo de liberação da energia química disponível nos alimentos; em humanos, isso é constantemente realizado por meio de respiração aeróbica na mitocôndria. As plantas usam caminhos fotossintéticos para converter e armazenar energia da luz solar, também conversão de ADP a ATP. Os animais usam a energia liberada na quebra de glicose e outras moléculas para converter ADP a ATP, que pode então ser usado para alimentar o crescimento necessário e a manutenção das células.

## Respiração celular

### Catabolismo
A via catabólica de dez etapas da glicólise é a fase inicial da liberação de energia livre na quebra da glicose e pode ser dividida em duas fases, a fase preparatória e a fase de compensação. ADP e fosfato são necessários como precursores para sintetizar ATP nas reações de compensação do ciclo TCA (ciclo de Krebs) e mecanismo de  fosforilação oxidativa.  Durante a fase de compensação da glicólise, as enzimas fosfoglicerato quinase e piruvato quinase facilitam a adição de um grupo fosfato ao ADP por meio de fosforilação a nível de substrato.

Visão geral da glicólise

### Glicólise
Glicólise é realizado por todos os organismos vivos e consiste em 10 etapas. A reação líquida para o processo global de glicólise é:
Glicose + 2 NAD+ + 2 Pi + 2 ADP → 2 piruvato + 2 ATP + 2 NADH + 2 H2O
As etapas 1 e 3 requerem a entrada de energia derivada da hidrólise de ATP a ADP e Pi (fosfato inorgânico), enquanto as etapas 7 e 10 requerem a entrada de ADP, cada uma produzindo ATP.  As enzimas necessárias para quebrar a glicose são encontrados no citoplasma, o fluido viscoso que preenche as células vivas, onde ocorrem as reações glicolíticas.

### Ciclo do ácido cítrico
O ciclo do ácido cítrico, também conhecido como ciclo de Krebs ou ciclo dos ácidos tricarboxílicos (abreviado na literatura em inglês como ciclo TCA, de tricarboxylic acid) é um processo de 8 etapas que leva o piruvato gerado pela glicólise e gera 4 NADH, FADH2 e GTP, que é posteriormente convertido em ATP. É somente na etapa 5, onde o GTP é gerado, por succinil-CoA sintetase, e então convertido a ATP, que ADP é usado (GTP + ADP → GDP + ATP).

### Fosforilação oxidativa
Fosforilação oxidativa produz 26 dos 30 equivalentes de ATP gerados na respiração celular pela transferência de elétrons de NADH ou FADH2 a O2 através de transportadores de elétrons. A energia liberada quando os elétrons são passados de NADH ou FADH2 de energia mais alta para o O2 de energia mais baixa é requerida para fosforilar ADP e mais uma vez gerar ATP.  É esse acoplamento de energia e fosforilação do ADP ao ATP que dá à cadeia de transporte de elétrons o nome de fosforilação oxidativa.

ATP-Sintase

#### Complexo mitocondrial ATP sintase
Durante as fases iniciais da glicólise e do ciclo TCA, cofatores como NAD+ doam e aceitam elétrons que auxiliam na capacidade da cadeia de transporte de elétrons de produzir um gradiente de prótons através da membrana mitocondrial interna. O complexo ATP sintase existe dentro da membrana mitocondrial (porção FO) e se projeta-se na matriz (porção F1).  A energia derivada como resultado do gradiente químico é então usada para sintetizar ATP por acoplar a reação de fosfato inorgânico para ADP no sítio ativo da enzima ATP sintase; a equação para isso pode ser escrito como ADP + Pi → ATP.

## Ativação de plaquetas sanguíneas
Em condições normais, pequenas plaquetas em forma de disco circulam livremente no sangue e sem interação umas com as outras. O ADP é armazenado em corpos densos dentro das plaquetass sanguíneas e é liberado após a ativação plaquetária. O ADP interage com uma família de receptores de ADP encontrados nas plaquetas (P2Y1, P2Y12 e P2X1), que leva à ativação plaquetária.
- Receptores P2Y1 iniciar a agregação plaquetária e a mudança de forma como resultado de interações com o ADP.
- Receptores P2Y12 amplificar ainda mais a resposta ao ADP e levar à conclusão da agregação.

ADP no sangue é convertido em adenosina pela ação de ecto-ADPases, inibindo a ativação plaquetária adicional via receptores de adenosina.